# Saint-Georges (Charente)
Saint-Georges település Franciaországban, Charente megyében. Lakosainak száma 44 fő (2022. január 1.). Saint-Georges Nanteuil-en-Vallée, Poursac és Verteuil-sur-Charente községekkel határos.

## Népesség
A település népessége az elmúlt években az alábbi módon változott:
| Lakosok száma | 76   | 71   | 75   | 57   | 55   | 56   | 54   | 46   | 45   | 44   |
|               | 1968 | 1982 | 1990 | 2006 | 2013 | 2015 | 2017 | 2019 | 2020 | 2022 |